# 平房区
平房区（へいほう-く）は、中華人民共和国黒竜江省ハルビン市に位置する市轄区。区人民政府の所在地は友協大街98号。区内に空港と鉄道を有す。

## 歴史
平房の地名は拉浜線に平房駅が設置されたことに由来する。
清代の嘉慶年間（1796年-1820年）には開拓が進められ双城堡協領の管轄とされた。民国時代は双城県二区二保の管轄とされ、1933年以降は満洲国の管轄となり、翌年には拉浜線が建設され平房駅が設置されている。
中華人民共和国が成立すると東安・偉建・東軽等の国営大型工場が平房地区に建築されると自然集落が形成され、南廠や北廠と称されるようになった。1953年11月、ハルビン市平房区が成立し現在に至っている。
日中戦争期間中は731部隊の本部が設置され、細菌戦などの医学研究が行われた。これらは日本の敗戦に伴い証拠隠滅を図るべく大部分が破壊されたが、実験対象者の遺体を焼却するために用いたとされる焼却炉は現在工場の一部として使用されている。侵華日軍第七三一部隊罪証陳列館が開館している。

## 行政区画
下部に9街道、1鎮を管轄：
- 街道弁事処：友協街道、興建街道、保国街道、聯盟街道、新疆街道、新偉街道、平新街道、平盛街道、建安街道
- 鎮：平房鎮

## 教育

### 大学
- 黒竜江民族職業学院（中国語版）

## 交通

### 鉄道
- 中国鉄路総公司
  - 中国鉄路ハルビン局集団公司
    - 拉浜線（ハルビン方面）- 平房駅 -（拉法方面）
- ハルビン地下鉄
  - ■1号線（ハルビン南駅方面）- 新疆大街駅

### 道路
- 国道
  -  G202国道

## 健康・医療・衛生
- 哈爾浜市平房区人民医院
- 哈爾浜市平房区中医院